# 蒙民伟楼

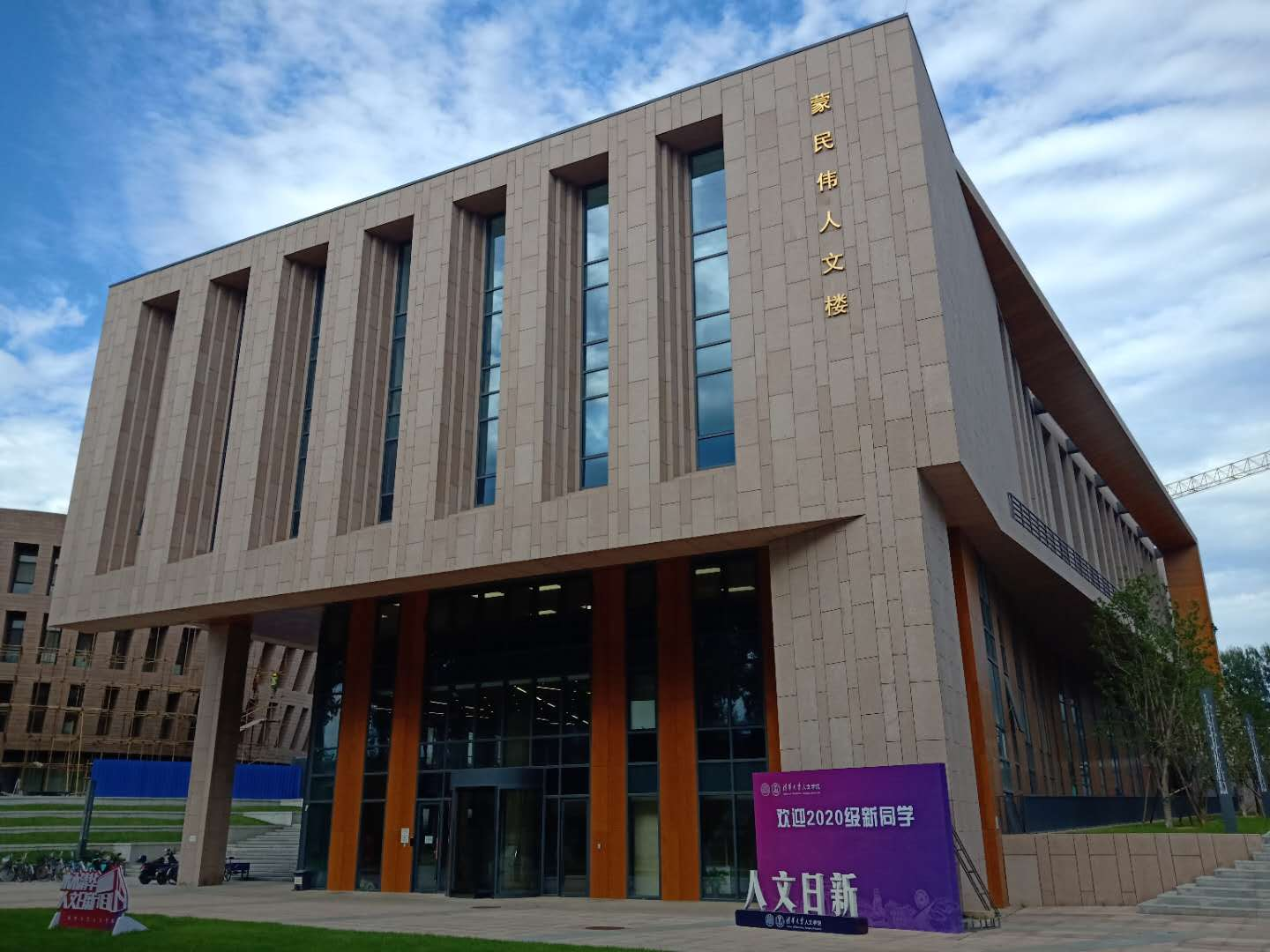
清華大學蒙民偉人文樓

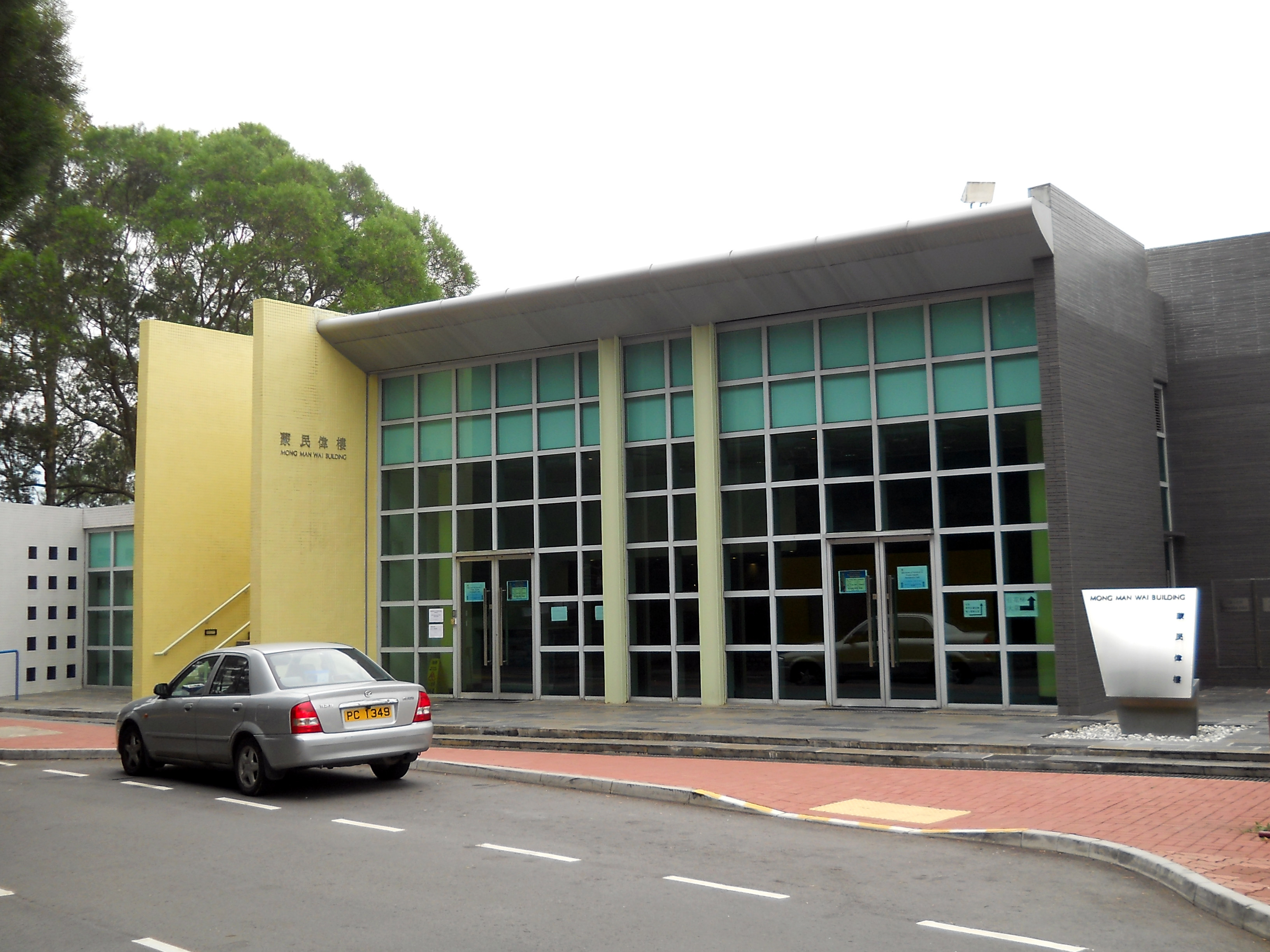
香港中文大學「蒙民偉樓」

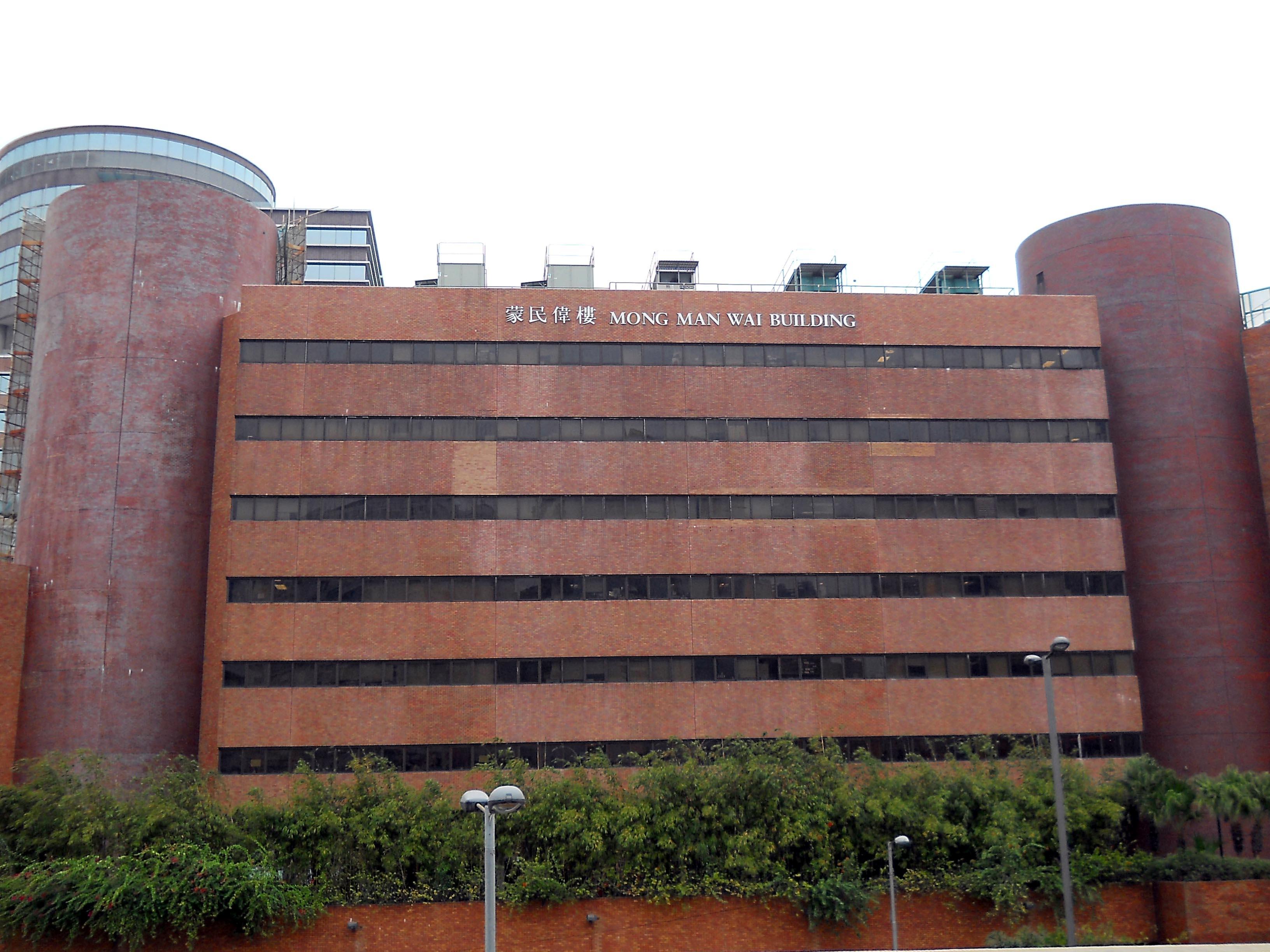
香港理工大學「蒙民偉樓」

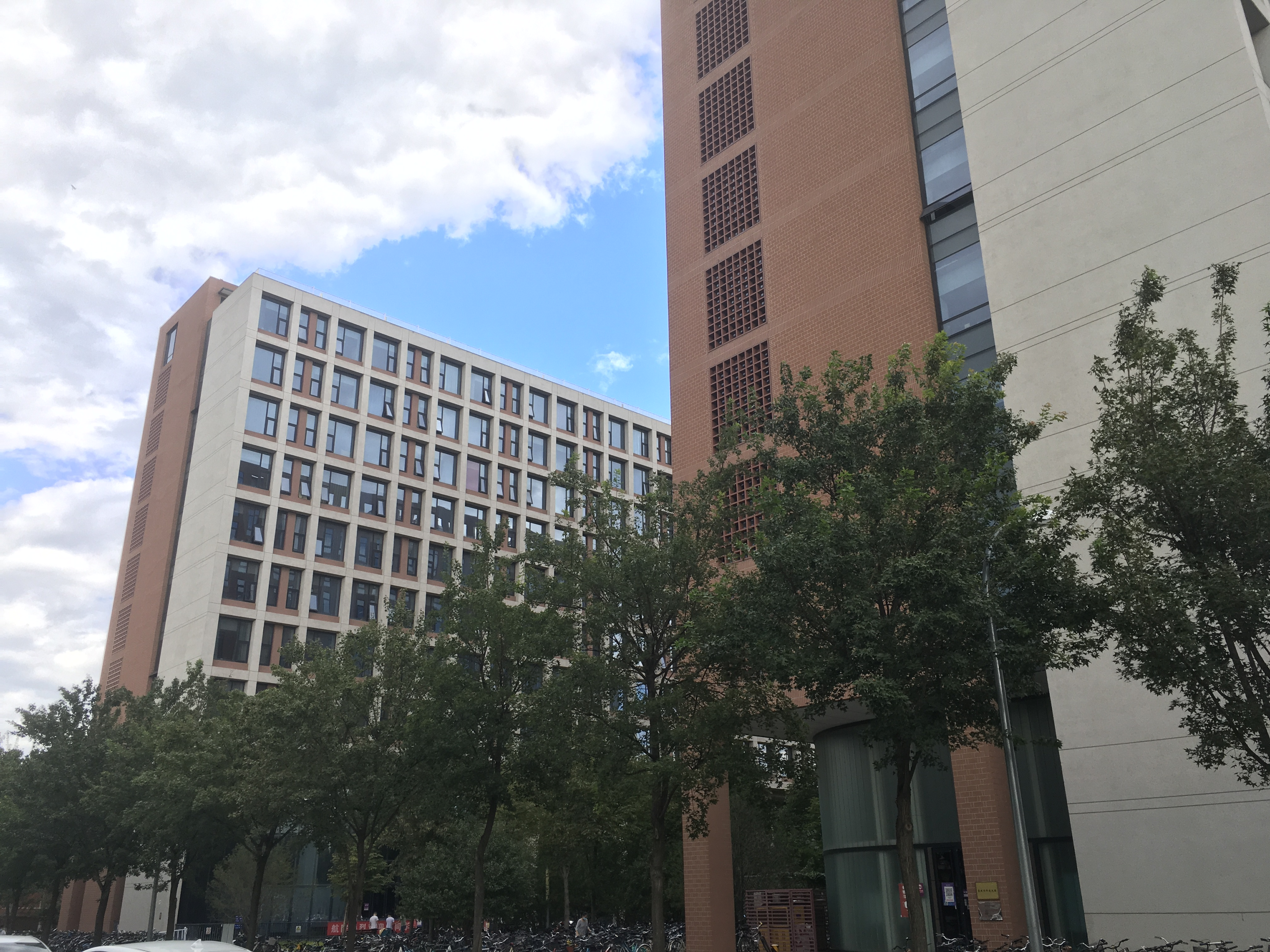
清華大學蒙民偉科技大樓

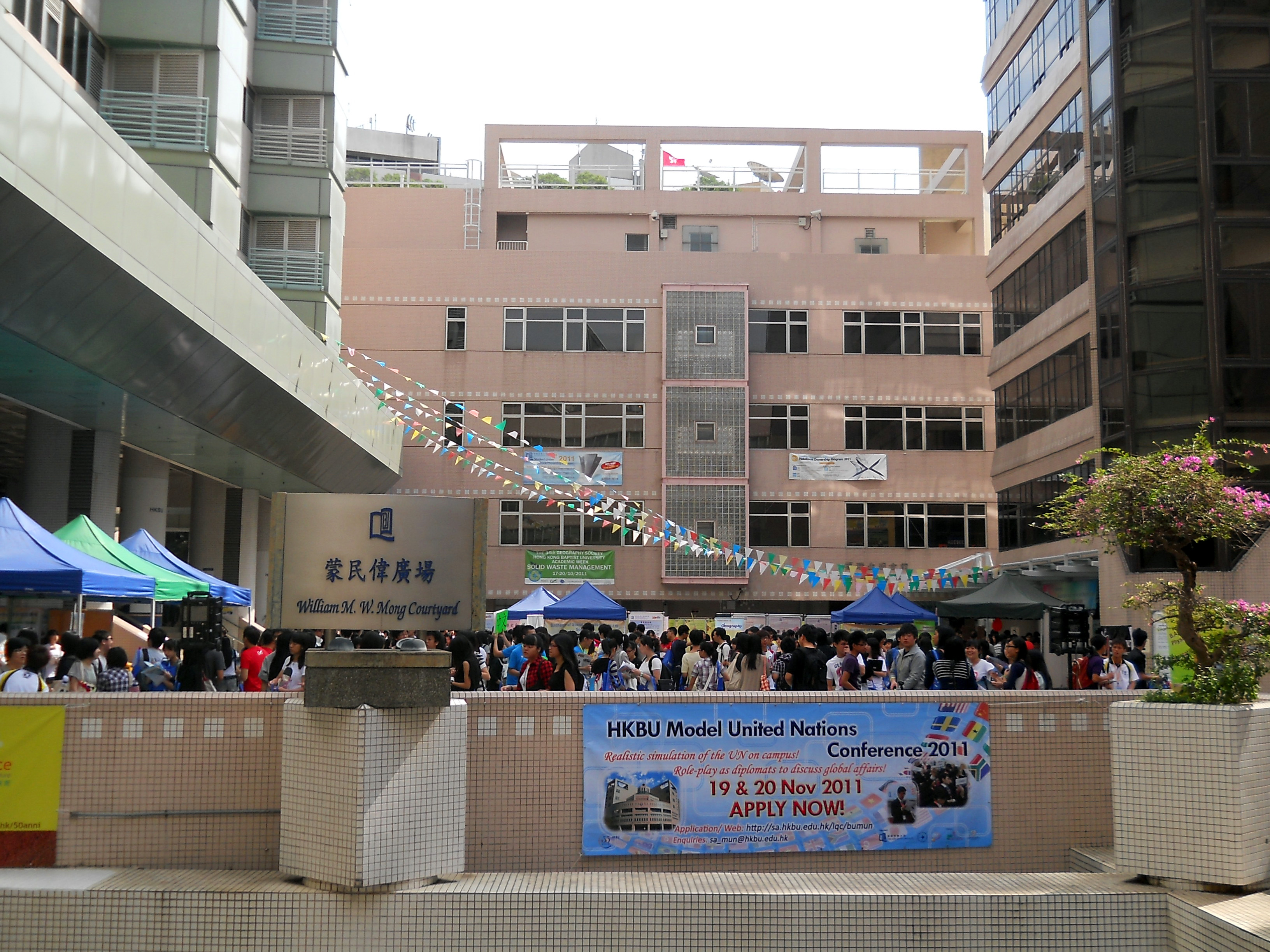
香港浸會大學「蒙民偉廣場」

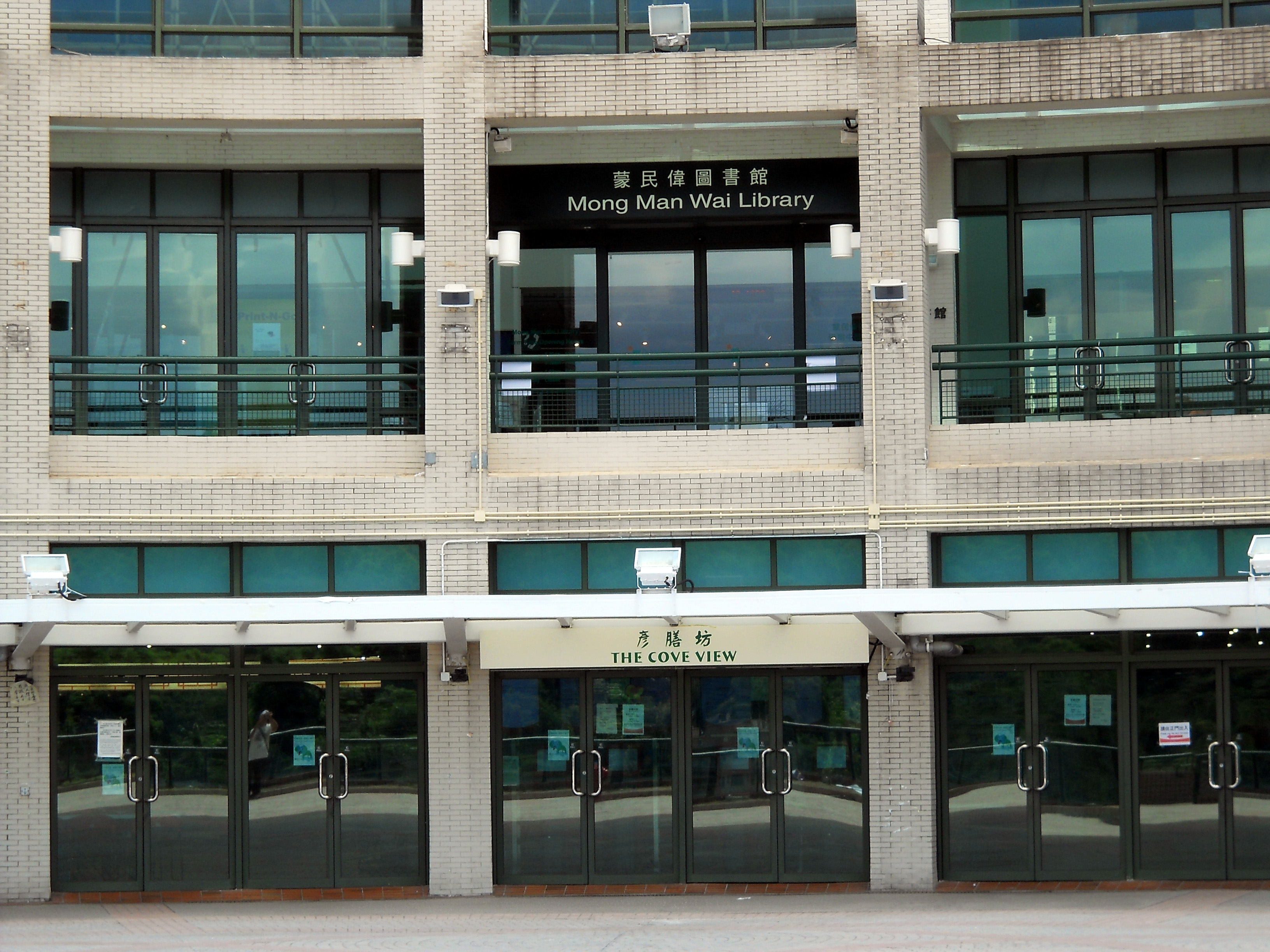
香港教育大學「蒙民偉圖書館」

蒙民伟楼是由香港信兴集团创办人蒙民伟捐资建设的教学科研建筑。
蒙民偉熱心資助教育文化事業，惟捐資一定是要幫助理工科，在香港各所知名大學內也可以看到以蒙民偉命名的樓宇，包括香港中文大學科研大樓、香港理工大學教學大樓、香港大學的醫學大樓、香港城市大學行政及辦公室大樓、香港嶺南大學學生宿舍大樓等。在香港浸會大學還有蒙民偉廣場，香港都會大學有蒙民偉電腦實驗室，香港教育大學有蒙民偉圖書館，香港科技大學則成立了香港首間「蒙民偉半導體實驗室」，促進納米科技研究。蒙民偉亦有資助中國大陸及海外的教育事業，在清華大學有學生文化活動中心、蒙民偉理學館、醫學與系統生物學研究所、清華大學—香港中文大學蒙民偉眼科中心等，同時捐助南京大學科學技術館、暨南大學理工樓、天津南開大學教學實驗大樓、台灣國立清華大學學生文化活動中心等。1996年蒙民偉捐贈150萬英鎊予英國剑桥大学悉尼·苏塞克斯学院，興建一幢多用途講學及會議廳大樓，獲命名為「蒙民偉樓」，是劍橋大學首幢以亞洲人命名的建築物。
2007年11月在蒙民偉慶祝八十大壽時，基金斥資1,000萬港元成立「蒙民偉國內香港大學交換生獎學金」，分別資助6所內地大學及6所本地大學的理工及工程科的學生進行交流。

## 各校蒙民偉樓
由「信興教育及慈善基金」贊助或興建以蒙民偉命名的教育大樓包括：
1. 英國劍橋大學「蒙民偉樓」；
2. 清華大學「清華大學·香港中文大學·蒙民偉眼科中心」；
3. 清華大學「蒙民偉理科館」；
4. 清華大學「蒙民偉醫學系統生物學研究所」；
5. 清華大學「蒙民偉人文樓」；
6. 清華大學「蒙民偉科技大樓」；
7. 清華大學「蒙民偉音樂廳」；
8. 清華大學「蒙民偉樓── 學生文化活動中心」；
9. 北京大學「蒙民偉樓──新聞與傳播學院」；
10. 國立清華大學「蒙民偉樓── 學生文化活動中心」；
11. 南京大學「蒙民偉樓」；
12. 南開大學「蒙民伟楼」；
13. 浙江大學「蒙民偉樓」；
14. 上海交通大學「蒙民偉樓── 機械與動力工程學院」；
15. 暨南大學「蒙民偉理工樓」；
16. 香港大學「蒙民偉樓」；
17. 香港中文大學「蒙民偉樓」；
18. 香港中文大學「蒙民偉工程學大樓」；
19. 香港科技大學「蒙民偉納米科技研究所」；
20. 香港城市大學「蒙民偉樓」；
21. 香港理工大學「蒙民偉樓」；
22. 香港浸會大學「偉衡體育中心」（與何善衡聯合命名）；
23. 香港浸會大學「蒙民偉廣場」[5]；
24. 香港都會大學「蒙民偉電腦實驗室」；
25. 香港教育大學「蒙民偉圖書館」；
26. 嶺南大學「蒙民偉學生宿舍」。